# Diadegma sanguinicoxa
Diadegma sanguinicoxa är en stekelart som först beskrevs av Brauns 1895.  Diadegma sanguinicoxa ingår i släktet Diadegma och familjen brokparasitsteklar. Inga underarter finns listade i Catalogue of Life.